# Стадион имени Гани Муратбаева
«Стадион имени Гани Муратбаева» (каз. Ғани Мұратбаев атындағы стадион) — стадион футбольного клуба «Кайсар» (Кызылорда). 1968 году был заложен фундамент Западной трибуны и футбольное поля стадиона. Только 29 октября 1969 года было закончено строительство стадиона, и он был отдан в пользование горожанам города. На этом стадионе были проведены Премьер-лиги по футболу, областные турниры «Алтын белбеу» по казакша курес и другие спортивные мероприятия. 1969 году первым директором стадиона был Китаев Фуат Хамитович. До 2008 года на посту директора проработали Ким В., Буханов К., Балымбетов Н., Калымбетов А., Киятбаев С., Литвинов А., Тулеков К., Даукенов Н., Онаев Б., Пржанов О., Алибеков М., а с 2008 года был назначен Сексембаев Серик Туртаевич.
32 года спустя в 2001 году стадион полностью был отремонтирован, были созданы условия для местных жителей для занятия спортом.
В 2010 году в спортивном комплексе был очередной раз проведён ремонт, сиденья восточной и западной трибуны были заменены на пластиковые.
В 2017 году начался ремонт стадиона, и закончился в 2019-м году.
В настоящее время вместимость стадиона составляет 7000 мест, а общая площадь стадиона составляет 16 700 м². Стадион получил 2-ю категорию УЕФА, что позволяет на нем проводить квалификационные матчи Лиги Европы и Лиги Конференций.